# 7265 Едітмюллер
7265 Едітмюллер (7265 Edithmüller) — астероїд головного поясу, відкритий 30 вересня 1973 року.
Тіссеранів параметр щодо Юпітера — 3,490.